# Arnoldo Camu
Arnoldo Camú Veloso (Santiago de Chile, 1 de junio de 1937 - Ibidem, 24 de septiembre de 1973) fue un abogado y político chileno, asesor jurídico del gobierno de Salvador Allende, militante socialista y miembro su Comisión Política.
Fue ejecutado por agentes del Estado luego del Golpe de Estado en Chile de 1973.

## Biografía
Fue hijo del matrimonio de David Camú y Teresa Veloso, siendo el mayor de tres hermanos. Realizó sus estudios secundarios en el Liceo Miguel Luis Amunátegui y en el Liceo Experimental Manuel de Salas.
Al mismo tiempo que ingresa a estudiar derecho a la Universidad de Chile, se une a la Juventud Socialista ocupando varios cargos en la organización y luego en ese partido. En 1960 viaja a Cuba para conocer el proceso de la revolución. Creó la rama chilena del Ejército de Liberación Nacional (ELN) con miembros del Partido Socialista, quienes ayudaron a los sobrevivientes cubanos de la guerrilla del Che Guevara que escaparon de Bolivia y la reestructuración del ELN para combatir en Teoponte.
En 1961 contrae matrimonio con la enfermera universitaria Celsa Parrau Tejos. Al año siguiente se titula de abogado con la tesis "Estudio crítico de la huelga en Chile". Trabajó como asesor jurídico en diversas organizaciones como la Confederación de Trabajadores del Cobre, los empleados fiscales, Trabajadores de la CAP, etc.
Durante la Unidad Popular fue uno de los asesores del Presidente Salvador Allende, además de participar en el directorio del diario "Las Noticias de Última Hora". Al momento del golpe militar del 11 de septiembre de 1973, Camú era miembro de la comisión política del PS y junto con otros miembros del partido decidió quedarse en el país y pasar a la clandestinidad para reorganizar el partido. Fue detenido el 24 de septiembre de 1973 por civiles armados que pertenecían a personal de Inteligencia de la Armada, siendo subido a un automóvil y baleado en su abdomen al tratar de escapar. Murió en la Posta Central. Su cuerpo fue encontrado en una fosa común después de 15 días en el Patio 29 del Cementerio General.
Desde 1996 sus cenizas están en el Memorial del Detenido Desaparecido y del Ejecutado Político.

## Comando Arnoldo Camú
En 1989 un grupo llamado "Comando Arnoldo Camú" reclamó responsabilidad por una bomba que explotó en las cercanías de la embajada EE. UU. en Santiago.

## Homenajes
En 2017 se estrena el documental Arnoldo Camú y los combatientes allendistas de Sergio Arévalo Macías, que narra la vida de Camú desde la perspectiva personal, familiar y política de sus amigos, familiares y compañeros del Partido Socialista de entonces, en la rama chilena del Ejército de Liberación Nacional (ELN).
En la intersección de las calles Amunátegui y Huérfanos una placa recuerda el sitio donde fue asesinado.